# Erik W. Tillberg
Erik Wilhelm Tillberg, känd som Erik W. Tillberg, född 29 mars 1878 i Hjorteds församling, Kalmar län, död 15 mars 1940 i Oscars församling i Stockholm, var en svensk bergsingenjör och industriman. 
Erik W. Tillberg var son till bruksägaren Otto Robert Tillberg och Ida Elise Ekman samt kusin till Knut Tillberg.
Efter mogenhetsexamen 1896 utexaminerades Tillberg från Kungliga Tekniska högskolan 1899 och 1900. Han blev e.o. tjänsteman vid Patent- och registreringsverket 1899, var anställd vid The American Steel & Wire Co. i Worcester, Massachusetts, 1901–1903, var verkställande direktör för AB Västerviks Elektricitetsverk från 1904, för Verkstads AB Tjust 1903–1908, för Västerviks Kvarn AB 1903–1906 och för Handels AB Gust. Ideström & C:o i Västervik 1903–1906. Han var disponent vid Svenska garfämnesfabriken, Tillberg & C:o, 1907–1908 och efter denna firmas ombildning till AB Tannin verkställande direktör vid detta bolag från 1909. Han var brittisk vice konsul i Västervik från 1903.
Erik W. Tillberg gifte sig 1902 med Dagmar Ideström (1881–1949). De fick barnen Ida Lundström (1902–1986), Karl-Gustaf Tillberg (1904–1967), Eva Banck (1905–1987), Erik Tillberg (1906–1983), Sven Tillberg (1910–1950), Karin Tillberg (1914–2005) och Robert Tillberg (1920–2013) som blev arkitekt och far till konstnären Peter Tillberg.
Makarna Tillberg är gravsatta i Gustav Vasa kyrkas kolumbarium vid Odenplan i Stockholm.